# Jeannot Vombola
Jeannot Claude Bernard Vombola Sarivahy (ur. 13 września 1988 w Antananarywie) – madagaskarski piłkarz grający na pozycji napastnika. W swojej karierze rozegrał 27 meczów i strzelił 7 goli w reprezentacji Madagaskaru.

## Kariera klubowa
Swoją karierę piłkarską Vombola rozpoczął w klubie Tana Formation FC. Zadebiutował w nim w 2008 roku. W 2010 roku był zawodnikiem rezerw FC Nantes. W 2010 roku wrócił na Madagaskar i został zawodnikiem CNaPS Sport. Grał w nim do 2016 roku. Pięciokrotnie wywalczył z nim mistrzostwo Madagaskaru w sezonach 2010, 2013, 2014, 2015 i 2016 oraz wicemistrzostwo w sezonie 2011. Zdobył też trzy Puchary Madagaskaru w latach 2011, 2015 i 2016. Wiosną 2017 grał w tureckim piątoligowym Yeni Amasyaspor, a jesienią 2017 w COSFAP. W latach 2018–2019 był zawodnikiem Fosa Juniors FC, z którym w 2018 został wicemistrzem, a w 2019 mistrzem kraju. W latach 2019–2021 występował w COSFAP, z którym w sezonach 2019/2020 i 2021 wywalczył dwa wicemistrzostwa Madagaskaru. W sezonie 2021/2022 był piłkarzem CFFA, z którym został mistrzem Madagaskaru.

## Kariera reprezentacyjna
W reprezentacji Madagaskaru Vombola zadebiutował 17 lipca 2011 roku w przegranym 0:1 towarzyskim meczu z Iranem, rozegranym w Teheranie. Od 2011 do 2017 wystąpił w kadrze narodowej 27 razy i strzelił 7 goli.